# Qualificazioni al campionato mondiale di calcio 2026 - AFC - seconda fase - girone G
Questa voce raccoglie i risultati delle partite del girone G valido come secondo turno di qualificazione al Campionato mondiale di calcio 2026 per la zona di competenza dell'AFC.
| Squadra        | P.ti | G | V | P | S | RF | RS | DR  |
| -------------- | ---- | - | - | - | - | -- | -- | --- |
| Giordania      | 13   | 6 | 4 | 1 | 1 | 16 | 4  | +12 |
| Arabia Saudita | 13   | 6 | 4 | 1 | 1 | 12 | 3  | +9  |
| Tagikistan     | 8    | 6 | 2 | 2 | 2 | 11 | 7  | +4  |
| Pakistan       | 0    | 6 | 0 | 0 | 6 | 1  | 26 | -25 |

## Risultati

### 1ª giornata
| Arbitro: | Hanna Hattab |

|                                                    |           |  |
| Al-Shehri 6’, 48’ (rig.) Ghareeb 90+1’ Radif 90+6’ | Marcatori |  |

| Arbitro: | Ali Sabah |

|            |           |                 |
| Samiev 89’ | Marcatori | 90+3’ Al-Naimat |

### 2ª giornata
| Arbitro: | Yusuke Araki |

|          |           |                                                                     |
| Nabi 21’ | Marcatori | 9’, 66’ Kamolov 13’ Soirov 26’ Umarbaev 45’ Panjshanbe 90+1’ Samiev |

| Arbitro: | Ahmed Al-Kaf |

|  |           |                   |
|  | Marcatori | 8’, 30’ Al-Shehri |

### 3ª giornata
| Arbitro: | Rustam Lutfullin |

|  |           |                                    |
|  | Marcatori | 2’, 86’ Al-Taamari 9’ (rig.) Olwan |

| Arbitro: | Muhammad Taqi |

|                |           |  |
| Al-Dawsari 23’ | Marcatori |  |

### 4ª giornata
| Arbitro: | Gamini Robesh |

|                                                                                |           |  |
| Al-Taamari 15’, 62’, 79’ Al-Naimat 28’ (rig.) Al Rosan 52’ Olwan 75’ Zrayq 83’ | Marcatori |  |

| Arbitro: | Jong-hyeok Kim |

|            |           |                 |
| Soirov 80’ | Marcatori | 46’ Al-Buraikan |

### 5ª giornata
| Arbitro: | Ammar Mahfoodh |

|  |           |                                    |
|  | Marcatori | 26’, 41’ Al-Buraikan 59’ Al-Juwayr |

| Arbitro: | Ahmed Al-Kaf |

|                                     |           |  |
| Olwan 51’ Al-Naimat 68’ Sadeh 90+4’ | Marcatori |  |

### 6ª giornata
| Arbitro: | Adel Al-Naqbi |

|            |           |                             |
| Lajami 16’ | Marcatori | 27’ Olwan 45+2’ Al-Rawabdeh |

| Arbitro: | Mooud Bonyadifard |

|                                         |           |  |
| Mabatshoev 35’ Safarov 65’ Ḩannonov 70’ | Marcatori |  |